# Saison 2014 des Tigers de Détroit
La saison 2014 des Tigers de Détroit est la 114e saison en Ligue majeure de baseball pour cette franchise.
Les Tigers remportent le titre de la division Centrale de la Ligue américaine pour la 4e année de suite, un fait inédit dans la longue histoire de la franchise. Dirigés pour la première fois par Brad Ausmus, ils remportent trois matchs de moins que l'année précédente mais, encore une fois, coiffent leurs adversaires, cette fois Kansas City, par un seul match pour le premier rang. Détroit termine l'année avec 90 gains contre 72 défaites. L'équipe peut compter sur une solide saison du vétéran Víctor Martínez, sur une 11e saison consécutive de plus de 100 points produits par Miguel Cabrera, et sur l'arrivée du lanceur vedette David Price, acquis de Tampa Bay. Pour la première fois en 4 ans, les Tigers ne franchissent pas la première ronde éliminatoires : ils sont éliminés 3 matchs à zéro par les Orioles de Baltimore en Série de divisions.

## Contexte
En 2013, les Tigers remportent un 3e championnat de division consécutif, une performance inédite dans l'histoire de la franchise. Avec 93 victoires, 5 de plus que l'année précédente, contre 69 défaites, ils terminent en tête de la section Centrale de la Ligue américaine. Handicapés par des joueurs blessés, ils perdent en Série de championnat face aux Red Sox de Boston. Miguel Cabrera est joueur par excellence de la Ligue américaine pour une 2e année de suite et remporte un 3e championnat des frappeurs en autant d'années. Max Scherzer des Tigers remporte le trophée Cy Young alors que lui et ses coéquipiers lanceurs établissent le nouveau record du baseball majeur pour le nombre de retraits sur des prises réussis en une saison.

## Intersaison
Le 21 octobre 2013, deux jours après l'élimination des Tigers, le manager Jim Leyland prend sa retraite après 8 saisons à la barre du club. Le 3 novembre, Brad Ausmus, un ancien joueur des Tigers, succède à Leyland comme gérant et devient la 38e personne à occuper ce poste dans l'histoire de la franchise.
Le 2 décembre 2013, les Tigers procèdent à une transaction surprenante,, lorsqu'ils transfèrent le lanceur partant droitier Doug Fister aux Nationals de Washington contre deux jeunes lanceurs gauchers, Robbie Ray et Ian Krol, ainsi qu'un joueur d'avant-champ, Steve Lombardozzi.
Durant l'intersaison, les Tigers s'attaquent aux deux principaux problèmes qui minent une équipe figurant pourtant parmi les meilleures du baseball : la défensive et l'enclos de relève. Le 20 novembre 2013, ils échangent aux Rangers du Texas le joueur de premier but Prince Fielder, joueur offensif compétent mais peu habile en défense, contre le deuxième but Ian Kinsler. En plus d'obtenir un joueur de deuxième coussin, les Tigers peuvent ainsi muter Miguel Cabrera du troisième but, où il avait été déplacé deux ans plus tôt lors de l'arrivée de Fielder, au premier but, une position qu'il défend mieux. La transaction permet aussi de libérer une place au troisième but recrue Alex Castellanos. L'avant-champ des Tigers promet donc d'être bien supérieur défensivement en 2014. Cependant, durant l'entraînement de printemps, il est annoncé que le jeune arrêt-court José Iglesias, blessé aux deux jambes, pourrait rater toute la saison. Le 24 mars, les Tigers transfèrent Steve Lombardozzi, acquis dans l'échange avec Washington impliquant Doug Fister, aux Orioles de Baltimore pour l'arrêt-court Álex González.
Le 4 décembre, les Tigers mettent sous contrat pour deux ans le stoppeur Joe Nathan, qui évoluait au Texas depuis deux saisons. On laisse conséquemment le releveur Joaquín Benoit, membre des Tigers depuis 3 ans, partir chez les Padres de San Diego via le marché des agents libres.

## Calendrier pré-saison
L'entraînement de printemps 2014 des Tigers se déroule du 25 février au 29 mars.

## Saison régulière
La saison régulière de 162 matchs des Tigers débute le 31 mars par la visite à Détroit des Royals de Kansas City et se termine le 28 septembre suivant.

### Classement
| Ligue américaine (Division Centrale) | V  | D  | %    | Diff. | Diff. (séries) |
| ------------------------------------ | -- | -- | ---- | ----- | -------------- |
| Tigers de Détroit                    | 90 | 72 | ,556 | -     | -              |
| Royals de Kansas City                | 89 | 73 | ,549 | 1     | +1             |
| Indians de Cleveland                 | 85 | 77 | ,525 | 5     | 3              |
| White Sox de Chicago                 | 73 | 89 | ,451 | 17    | 15             |
| Twins du Minnesota                   | 70 | 92 | ,432 | 20    | 18             |

### Juillet
- 31 juillet : Les Tigers font l'acquisition du lanceur étoile David Price, anciennement des Rays de Tampa Bay, dans une transaction à 3 clubs impliquant aussi les Mariners de Seattle. Détroit cède en retour le lanceur gaucher Drew Smyly et l'arrêt-court des ligues mineures Willy Adames aux Rays, et que le voltigeur de centre Austin Jackson aux Mariners, qui de leur côté envoient aux Rays le joueur de champ intérieur Nick Franklin[19].

### Septembre
- 7 septembre : Miguel Cabrera, des Tigers, devient le 5e joueur de l'histoire après Lou Gehrig, Jimmie Foxx, Alex Rodriguez et Al Simmons à aligner 11 saisons consécutives d'au moins 100 points produits[4].
- 24 septembre : Une victoire des Tigers combinée à une défaite des Mariners de Seattle permet à Détroit de s'assurer d'une participation aux séries éliminatoires pour la 4e année de suite[20].
- 28 septembre : Les Tigers s'assurent du premier rang de la section Centrale de la Ligue américaine et remportent le championnat de leur division pour la 4e année de suite[21], une première pour leur franchise[1].